# 무코촌
무코촌(武庫村)은 효고현 무코군에 있던 촌이다. 현재의 아마가사키시 북서부 및, 니시노미야시에 해당한다.

## 역사
- 1889년 4월 1일 - 정촌제 시행에 의해 무코군 무코촌이 성립하였다.
- 1942년 2월 11일 - 아마가사키시에 편입해, 동일 무코촌은 폐지되었다.
- 1969년 - 구 무코촌의 일부가 니시노미야시에 편입되었다.

## 교통

### 철도
- 한신 급행 전철
  - 고베본선

## 참고문헌
- 가도카와 일본지명 대사전